# 大津市立小野小学校
大津市立小野小学校（おおつしりつ おのしょうがっこう）は、滋賀県大津市水明一丁目にある公立小学校。

## 沿革
- 1980年（昭和55年）4月1日 - 志賀町立和邇小学校から分離して開校。
- 2006年（平成18年）3月20日 - 志賀町が大津市との合併し、大津市立小野小学校となる。

## 通学区域
- 水明一丁目、水明二丁目、朝日一丁目、朝日二丁目、湖青一丁目、湖青二丁目[1]。

※卒業後は基本的に大津市立志賀中学校に進学する。
※かつての大字小野のうち、びわ湖ローズタウンに所属する地区のみで学区を構成したため、現在も残る小野地区は従来通り大津市立和邇小学校が通学先となっている。

## 著名な卒業生
- 矢島卓郎（サッカー選手）